# ليمان قود
ليمان قود (بالإنجليزية: Lyman Good) هو لاعب كاراتيه أمريكي، ولد في 26 مايو 1985 في هارلم في الولايات المتحدة.

## وصلات خارجية
- ليمان قود على موقع يو إف سي (الإنجليزية)
- ليمان قود على موقع بيلاتور (الإنجليزية)
- ليمان قود على موقع شيردوغ (الإنجليزية)
- ليمان قود على موقع Tapology.com (الإنجليزية)
- ليمان قود على موقع IMDb (الإنجليزية)